# Адріан Хован
Адріан Хован (словац. Adrian Chovan, нар. 8 жовтня 1995, Тренчин, Словаччина) — словацький футболіст, воротар клубу «Слован» (Братислава).

## Клубна кар'єра
Адріан Хован є вихованцем клубу «Тренчин». До першої команди воротар приєднався у 2014 році. Але для набуття ігрової практики одразу був відправлений в оренду до клубу Третьої ліги. В основі «Тренчина» Хован дебютував у травні 2016 року.
Після дворічної оренди у клуб «ВіОн» Хован підписав з клубом повноцінний контракт.
У 2021 році Хован перейшов до столичного «Слована». Офіційний дебют воротаря у новій команді відбувся у матчі першого раунду Ліги чемпіонів проти ірландського «Шемрок Роверс».

## Збірна
З 2015 по 2017 роки Адріан Хован провів 11 матчів у складі молодіжної збірної Словаччини.

## Досягнення
- Чемпіон Словаччини (2):

«Слован»: 2021/22, 2022/23